# Lexington Steele
Pour les articles homonymes, voir Steele.
Clifton Britt, dit Lexington Steele ou Lex Steele, né le 28 novembre 1969 dans le New Jersey, est un acteur et réalisateur américain de films pornographiques.
Il est le fondateur, PDG et propriétaire de la société de production de films pornographiques Mercenary Pictures. Sa fortune est estimée à 4 millions de dollars américains.

## Biographie
Originaire du New Jersey, Clifton T. Britt est titulaire d'une licence d'histoire et d'un master en finances de l'Université de Syracuse.
En 1997, il entame sa carrière d'acteur porno.
En 2001, il fait la série "Balls Deep" qui a un gros succès. Il tourne dans plus de 800 films.
Après cinq ans chez Anabolic Video Production, il quitte ce studio et fonde sa propre société de production, Mercenary Pictures, où il réalise des films gonzo et interraciaux.
Une scène de "Lewd Conduct 3" montre une mesure de 9.5 pouces (24 cm) mais il a placé le mètre sur sa jambe pour gagner quelques centimètres donc il pourrait avoir un pénis d'environ 22,5 / 23 cm. Un sextoy moulé de son sexe, le Lex Caliber, est apparu dans le commerce en 2005.
Une rumeur dit qu'il est le père de l'enfant de Calli Cox.
Il a fait des apparitions dans un épisode de Nip/Tuck saison 5 (Chaz Darlin), ainsi que dans un épisode de Weeds saison 3 (He Taught Me How to Drive By).
Il travaille aussi pour Red Light District Video.

## Récompenses et nominations
Récompenses
- AVN Awards
  - 2011 : AVN Award for Best Interracial Scene (for Lex the Impaler 5)
  - 2011 : AVN Award for Best Interracial Series (for Lex the Impaler 5)
  - 2009 : AVN Hall of Fame
  - 2003 : Male Performer of the Year, Best Couples Sex Scene, Alexa Rae, Lex the Impaler 2 (2002)
  - 2002 : Male Performer of the Year
  - 2001 : Best Couples Sex Scene, Inari Vachs, (West Side) 2000
  - 2000[4] :
    - Performeur de l'année (Male Performer of the Year)
    - Best Anal Sex Scene (avec Anastasia Blue) pour Whack Attack 6 (1999)
- XRCO Awards
  - 2009 : XRCO Hall of Fame
  - 2005 : XRCO Award for Best Male-Female Scene (With Katsuni)
  - 2002 : XRCO Award, Male Performer of the Year
  - 2001 : XRCO Best Threeway Sex Scene for "Up your Ass 18" (with Aurora Snow, Mr. Marcus and Lexington Steele)
- Venus Awards
  - 2003 meilleur acteur
- Hot d'or  2009 - Meilleur performeur américain'
- 2010 : Urban X Awards Best Director Gonzo- Lexington Steele

Nominations
- 2009 : AVN Award, Best POV Sex Scene Pole Position: Lex POV 8 (2008) avec Loona Luxx
- 2009 : AVN Award, Best Couples Sex Scene Lex the Impaler 3 (2007) avec Jenna Haze
- 2008 : AVN Award, Crossover Star of the Year
- 2007 : AVN Award, Director of the Year (Body of Work)
- 2007 : AVN Award, Male Performer of the Year
- 2006 : AVN Award, Best Anal Sex Scene -  Lex Steele XXX 5 (2005) avec Roxanne Hall
- 2005 : AVN Award Best Couples Sex Scene - Invasian! (2003) avec Sabrine Maui
- 2001 : AVN Award nomination – Best Couples Sex Scene- Video – Cumback Pussy 29 (with Alexandra Quinn)